# فيكتور فانس
فيكتور فانس هو شخصية وهمية، وبطل الرواية من جي تي أي: فايس سيتي ستوريز التي صدرت على جهاز بلاي ستيشن 2 وبلاي ستيشن بورتبل.
فيكتور كان جنديا في الجيش الأمريكي، قبل التعامل مع تهريب الممنوعات وتعامل مع عصابات، بعد أن طرده رئيسه، جيري مارتينيز هو قائد  عسكري فاسد يستغل فيكتور فانس من أجل مصالحه بعد ماكمل له طلباته جعل فيكتور يوقع في فخ وطرد من الجيش وبدأ فيكتور ببناء إمبراطورية إجرامية عملاقة ويموت فيكتور في احداث الكاتسين الاول gta vc في صفقة فاشلة مع تومي فيرستي بطل gta vc وفيكتور فانس على يد جماعة مسلحة تابعة لدياز  وتسقط الأموال وتفشل الصفقة يموت فيكتور ويهرب تومي وكين لوزنبيرغ 
من الناحية الفنية، فهو من أقدم أبطال سلسلة جي تي أي، لأن اللعبة تجري في عام 1984.

## التاريخ
فيكتور ولد في عام 1956 في جمهورية الدومينيكان  وله شقيقان: لانس، وبيت الذي يعاني من الربو.
توفي فيكتور فانس عام 1986.